# Peuerbach
Peuerbach település Ausztriában, Felső-Ausztria tartományban, a Grieskircheni járásban, területe 39,4 km².

## Fekvése
Tengerszint feletti magassága 390 méter. Peuerbach Neukirchen am Walde, Heiligenberg, Waizenkirchen, Michaelnbach, Pötting, Kallham, Altschwendt, Sankt Willibald, Steegen és Natternbach településekkel határos.

## Népesség
Lakosainak száma 4483 fő (2018. január 1.).